# المجير (صعفان)

تعديل مصدري - تعديل

المجير هي إحدى قرى عزلة الجرواح بمديرية صعفان التابعة لمحافظة صنعاء، بلغ تعداد سكانها 139 نسمة حسب تعداد اليمن لعام 2004.